# 藤沢成海
藤沢 成海（ふじさわ なるみ、1974年6月30日 - ）は、日本のAV女優。

## 略歴
2001年頃から2003年まで活動していた企画系巨乳AV女優。

## 人物
- 趣味はインターネット、

## 出演作品等

### アダルトビデオ
- 女教師もナマなんです･･･ dokan （h.m.p）他2名出演（2001年2月25日、h.m.p）
- 巨乳のお姉さんはH好き3（2001年8月31日、クリスタル映像）オムニバス作品 他多数出演
- スーパーGスポット XXX VOL.4（2001年11月30日、クリスタル映像）他多数出演
- 麗しのキャンペーンガール 10 noah（2002年1月21日、V&Rプロダクツ）他出演:高原奈美
- PERFECT BODY 上から95・60・90 ヴォーグ （2002年2月21日、V&Rプロダクツ）
- A級モデルスカウティングリポート6 EROTICA（2002年12月28日、アリスJAPAN）
- 生でベロベロいかせて!20 （2005年11月30日、マルクス兄弟）オムニバス作品
- 巨乳モデルズ でかMAX BAZOOKA（2010年4月1日、宇宙企画）
- 巨乳悦楽 18 なおこ 22歳 Flower Works （プールクラブ・エンタテインメント）
- 素人面接ファイル ヴァージン（マルクス兄弟）
- GAL'Sいらっしゃ～い ボーダー（マルクス兄弟）
- 爆乳ビデオマガジン高級ボイン専科 トパーズ（シネマジック）
- どっちのFuckショー 巨乳・美乳対決!! アリーナ
- 俺たち巨乳党 5 HERMES（クリスタル映像）
- 巨乳三昧 90分! 2 dokan（h.m.p）ほか2名出演
- 爆乳 綺麗なお姉さん大好き（ホットエンターテイメント）
- SEXY A級巨乳コスプレイヤーズ 2 ボーダー
- みせたがる痴女 クールビジョン